# Josef Smedberg
Josef Smedberg (i riksdagen kallad Smedberg i Väddåkra), född 10 december 1819 i Humla församling, Älvsborgs län, död 23 maj 1890 i Vedåkra, Humla församling, hemmansägare och riksdagsman. Han var far till författaren Alfred Smedberg.
Han företrädde bondeståndet i Kinds och Redvägs härader vid ståndsriksdagen 1865–1866 och var senare även ledamot av riksdagens andra kammare. Han skrev i riksdagen 16 egna motioner bl.a. om avskaffande av den personliga skyddsavgiften, ändringar i stadgandena rörande prästval och förordningen om lagfart å fång till fast egendom.